# Tidaholm
För andra betydelser, se Tidaholm (olika betydelser).

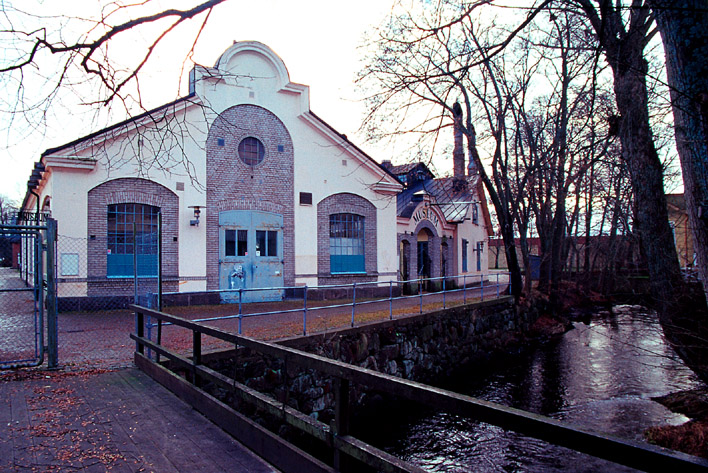
Gamla Vulcans tändsticksfabrik.

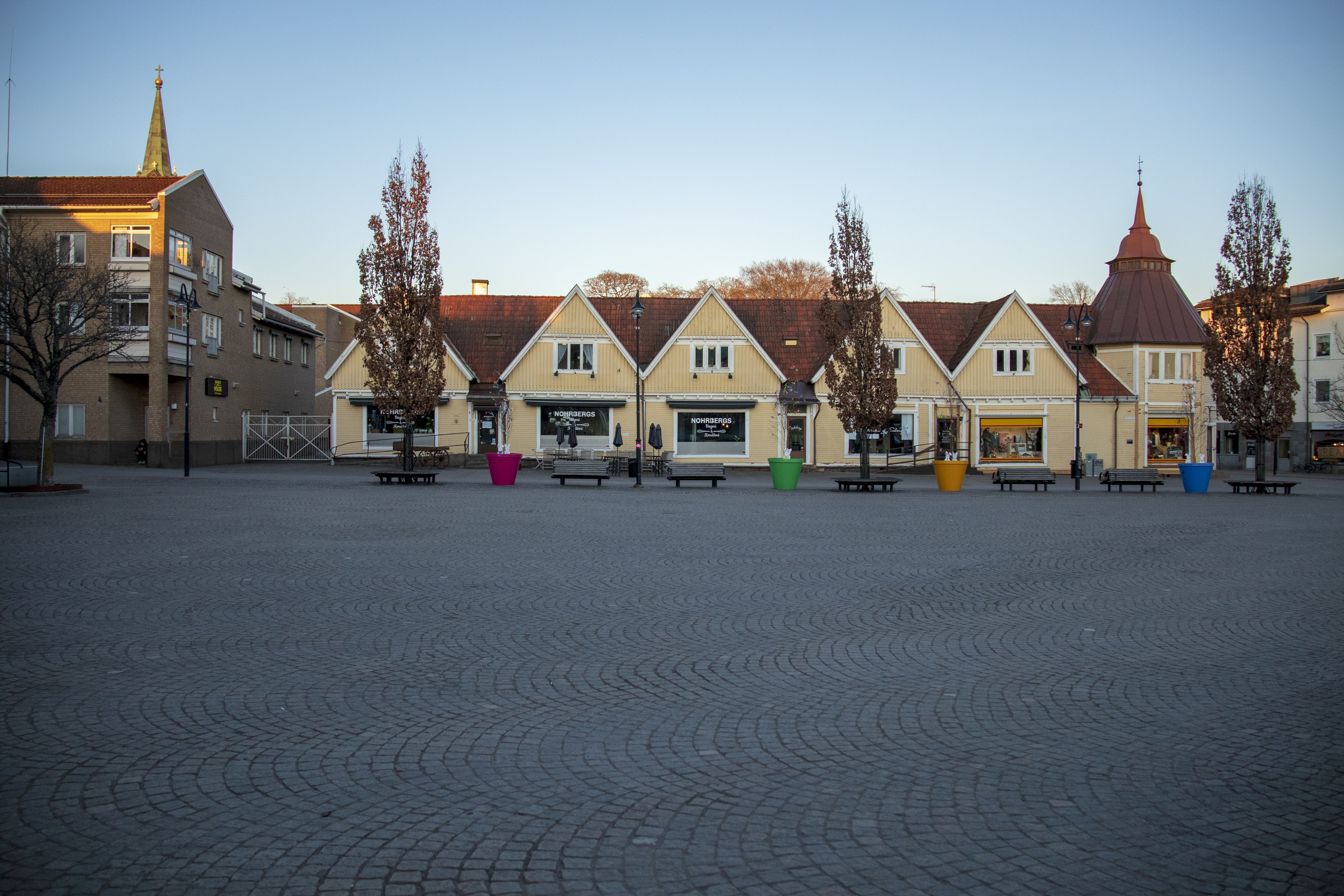
Gamla Torget med Basarlängan, den 3 april 2021.

Tidaholm uttal (fil) är en tätort i Västergötland och centralort i Tidaholms kommun, Västra Götalands län. Tidaholm är beläget 30 km öster om Falköping och 32 km söder om Skövde vid ån Tidan.

## Historia
Under medeltiden låg Agnetorps by inom gränserna för dagens Tidaholms samhälle. Resterna efter Agnetorps kyrka kan fortfarande ses.
Det var på ön i ån Tidan vid vattenfallen allt började när gården Tidaholm fick järnbruksrättigheter 1799 och Tidaholms bruk skapades. Under 1800-talets senare del tillkom Vulcans tändsticksfabrik som med sin storlek lade grunden till staden Tidaholm. Med hjälp av Tändsticksfabrikens förmögenhet uppfördes ett bildningshus vid ån Tidan. Det kombinerade skolhuset och företagsbiblioteket blev en plats för lärande och kultur för de anställda och övriga i staden. Numera är denna byggnad Tidaholms Stadsbibliotek.
Vulcanön är Tidaholms kulturcentrum. Där ligger historia, konst och matkultur vägg i vägg. Allt i gamla byggnader, var och en med sin historia. Där finns Tidaholms museum, Tidaholms turistbyrå, Barnens hus, VinContoret, Konstlitografiska verkstaden Hellidens Grafikskola och Marbodal Center.
På Turbinhusön finns smedstugor och bruksbostäder som är inredda i sekelskiftesstil från slutet av 1700-talet.

### Administrativa tillhörigheter
Tidaholm var beläget i Agnetorps socken och ingick efter kommunreformen 1862 i Agnetorps landskommun. Orten utbröts ur denna landskommun 1895 och bildade Tidaholms köping som 1910 ombildades till Tidaholms stad. År 1971 uppgick Tidaholms stad i Tidaholms kommun där Tidaholm sedan dess är centralort.
I kyrkligt hänseende har orten före 1900 tillhört Agnetorps församling och därefter till Tidaholms församling.
Orten ingick till 1913 i Dimbo tingslag, därefter till 1971 i Vartofta och Frökinds domsagas tingslag. Åren 1971–2001 ingick Tidaholm i Falköpings domsaga för att sedan ingå i Skövde domsaga. Orten ingår sedan 2009 i Skaraborgs domsaga.

### Befolkningsutveckling
| Befolkningsutvecklingen i Tidaholm 1960–2020 | Befolkningsutvecklingen i Tidaholm 1960–2020 | Befolkningsutvecklingen i Tidaholm 1960–2020 | Befolkningsutvecklingen i Tidaholm 1960–2020 | Befolkningsutvecklingen i Tidaholm 1960–2020 |
| -------------------------------------------- | -------------------------------------------- | -------------------------------------------- | -------------------------------------------- | -------------------------------------------- |
|                                              |                                              |                                              |                                              |                                              |
| År                                           |                                              |                                              | Folkmängd                                    | Areal (ha)                                   |
| 1960                                         | 1960                                         |                                              | 6 727                                        |                                              |
| 1965                                         | 1965                                         |                                              | 6 996                                        |                                              |
| 1970                                         | 1970                                         |                                              | 7 663                                        |                                              |
| 1975                                         | 1975                                         |                                              | 8 039                                        |                                              |
| 1980                                         | 1980                                         |                                              | 8 057                                        |                                              |
| 1990                                         | 1990                                         |                                              | 8 317                                        | 546                                          |
| 1995                                         | 1995                                         |                                              | 8 352                                        | 558                                          |
| 2000                                         | 2000                                         |                                              | 7 938                                        | 567                                          |
| 2005                                         | 2005                                         |                                              | 7 920                                        | 567                                          |
| 2010                                         | 2010                                         |                                              | 8 027                                        | 570                                          |
| 2015                                         | 2015                                         |                                              | 8 175                                        | 600                                          |
| 2020                                         | 2020                                         |                                              | 8 146                                        | 625                                          |
|                                              |                                              |                                              |                                              |                                              |

## Hellidens slott
På Hellidsberget i utkanten av Tidaholm ligger Hellidens slott som byggdes som bostad åt Hans Henric von Essen men nu inrymmer Hellidens folkhögskola med elever från hela Sverige. Folkhögskolan drivs av Blåbandsrörelsen och erbjuder bland annat utbildningar i konsthantverk och grafik. Vid folkhögskolan finns även Konstlitografiska museet som är den enda konsthall i Sverige som specialiserat sig på litografisk konst.

## Kommunikationer
Tidaholm ligger vid länsväg 193. Riksväg 26 passerar strax väster om staden.
Idag finns ingen järnvägsanslutning till Tidaholm.  Den första järnvägen till Tidaholm byggdes 1876 och var en sidobana till Hjo–Stenstorps Järnväg (HSJ).  Då detta var en smalspårig bana, ville stadens industrier också ha en normalspårig anslutning till stambanenätet.  Under namnet Tidaholms Järnväg (TJ) stod en sådan färdig 1906.  Denna ledde från Tidaholm till Vartofta vid dåvarande Södra stambanan (nuvarande Jönköpingsbanan).  Tidaholmsdelen av före detta HSJ (som tagits över av staten och alltså var en del av SJ), lades ned 1956.  På TJ (som blivit en del av SJ redan 1939) lades persontrafiken ned 1970 och den sista godstrafiken 1989.  Banan revs slutgiltigt upp 1995.

## Näringsliv
I Tidaholm ligger en av Sveriges två kvarvarande tändsticksfabriker, Vulcan, med ett par hundra anställda. Det var år 1868 som Hans Henric von Essen beslöt att i samarbete med grosshandlaren Charles Bratt anlägga en tändsticksfabrik på holmen i Tidan. Detta lade grunden till staden Tidaholm. Företaget hade i början av 1900-talet 1 400 anställda. Det var på 1800-talet världsledande inom tändsticksproduktion.
Även kökstillverkaren Marbodal/Nobia har sin fabrik i staden, liksom Dometic Sweden Tidaholm och AnVa Titech System AB. I Tidaholm finns också Tidaholmsanstalten som tillhör säkerhetsklass 1.

### Bankväsende
Tidaholms sparbank grundades 1903 och är alltjämt en fristående sparbank.
Skaraborgs läns enskilda bank öppnade ett kommissionskontor i Tidaholm i juli 1877. Detta drogs in några år senare. I början av 1894 öppnade samma bank på nytt kontor i Tidaholm. År 1914 öppnade även Bankaktiebolaget Södra Sverige ett kontor i Tidaholm som snart blev en del av Svenska Handelsbanken.
Skaraborgsbanken hade länge ett kontor i Tidaholm, men det drogs sedermera in av dess efterföljare. Kvar i Tidaholm finns bara Tidaholms sparbank.

## Utbildning
Tidaholm har tre grundskolor, Forsenskolan, Rosenbergsskolan och Hellidsskolan. Det finns ytterligare tre grundskolor i kommunen: Ekedalens skola i Ekedalen, Fröjereds skola i Fröjered och Valstads skola i Folkabo. Forsenskolan och Hellidsskolan har även anpassad grundskola (tidigare grundsärskola).
Tidigare fanns även skolan Kungsbroskolan (F-5), som var Tidaholms äldsta låg- och 
mellanstadieskola. Skolan stängdes när Forsenskolan hade byggts om till F-9 skola, (tidigare hade denna skola haft årskurserna 6–9). Fram till år 2015 hade Kulturskolan Smedjan sitt kontor i skolans lokaler. Idag har verksamheten flyttats och lokalerna byggts om till privatbostäder (hyresrätter), som förvaltas av Tidaholms Bostads AB (TBAB).
Rosenbergsskolan invigdes hösten 2020 och undervisar elever från förskoleklass till årskurs 6.
Fram till hösten 2020 kallades Hellidsskolan för Hökensåsskolan. Skolan bytte namn i samband med att den gick från att vara en F-9-skola till en 7-9-skola. Hellidsskolan är sedan hösten 2020 Tidaholms kommuns enda skola med ett högstadium. 
Rudbecksgymnasiet är Tidaholms enda gymnasieskola. Denna gymnasieskola har cirka 400 elever och 80 medarbetare och ligger på Vulcans väg på Vulcanön. Skolan har tidigare även haft lokaler på Smedjegatan (dit Kulturskolan Smedjan har flyttats), där man tidigare har bedrivit verksamhet inom bland annat gymnasiesärskola (numera anpassad gymnasieskola), samt haft ett introduktionsprogram för nyanlända elever med utländsk bakgrund.

## Sport och fritid
Cykelklubben U6 arrangerar sedan 1977 Sveriges största etapplopp inom landsvägscykling, U6 Cycle Tour, som utgår från Tidaholm. En av tävlingens etapper går som ett kriterium i centrala Tidaholm. Tidaholm har två anrika fotbollsföreningar: Tidaholms G&IF och IFK Tidaholm. Tidaholms G&IF kvalade till allsvenskan 1945 och spelade 1991 i division 1, som då var landets näst högsta serie.

## Personer med anknytning till orten
- Adolf Ludvig Hamilton, greve och politiker
- Allan Hernelius, tidningsman och moderat politiker
- Birger Andersson, socialdemokratisk politiker
- David Lidholm, fotbollsspelare
- Eddie Meduza, musiker
- Eric Backman, löpare
- Emil Forslund, hockeyspelare
- Erik Fredriksson, fotbollsdomare
- Gideon From, bankkamrer och folkpartistisk politiker
- Hans Henric von Essen, friherre, ryttmästare och näringsidkare
- Jan Hallberg, moderat politiker
- Jan Mårtenson, författare och journalist
- Jan Trolin, programledare och konferencier
- Jonas Ringqvist, socialdemokratisk politiker
- Laleh Pourkarim, musiker
- Madelene Sandström, ekonom
- Martina Stöhr, filmproducent och manusförfattare
- Nils Fredrik Beerståhl, författare, genealog, heraldiker och personhistoriker
- Per Gillbrand, motoringenjör
- Petter Stenberg, penningförfalskare
- Roddy Benjaminson, TV-profil och föreläsare